# Atletismo nos Jogos Pan-Americanos de 1987 - Revezamento 4x400 m feminino
A prova do revezamento 4x400 m feminino nos Jogos Pan-Americanos de 1987 foi realizada em 16 de agosto em Indianápolis, Estados Unidos.

## Medalhistas
| Ouro                                                                               | Prata                                                                         | Bronze                                                                 |
| USA Estados Unidos Diane Dixon Rochelle Stevens Valerie Brisco-Hooks Denean Howard | CAN Canadá Jillian Richardson Marita Payne Charmaine Crooks Molly Killingbeck | JAM Jamaica Sandie Richards Ilrey Oliver Vivienne Spence Cathy Rattray |

### Final
| Posição           | Nação              | Nomes                                                                 | Tempo   | Notas |
| ----------------- | ------------------ | --------------------------------------------------------------------- | ------- | ----- |
| Medalha de ouro   | USA Estados Unidos | Diane Dixon, Rochelle Stevens, Valerie Brisco-Hooks, Denean Howard    | 3:23.35 | PR    |
| Medalha de prata  | CAN Canadá         | Jillian Richardson, Marita Payne, Charmaine Crooks, Molly Killingbeck | 3:29.18 |       |
| Medalha de bronze | JAM Jamaica        | Sandie Richards, Ilrey Oliver, Vivienne Spence, Cathy Rattray         | 3:29.50 |       |
| 4                 | CUB Cuba           | Esther Petiton, Mercedes Álvarez, Tania Fernández, Ana Fidelia Quirot | 3:29.70 | NR    |
| 5                 | ECU Equador        | Ingrid Rosero, Adriana Andrade, Nancy Vallecilla, Liliana Chala       | 3:49.74 | NR    |
| 6                 | URU Uruguai        |                                                                       | 3:53.76 |       |